# فنسنت بيرنز
فنسنت بيرنز (بالإنجليزية: Vincent Burns)‏ هو لاعب كرة قدم أمريكية أمريكي، ولد في 21 يونيو 1981 في فالدوستا في الولايات المتحدة.